# Superman: Shadow of Apokolips
Superman: Shadow of Apokolips est un jeu vidéo d'action-aventure sorti en 2002 sur PlayStation 2 et en 2003 sur GameCube. Le jeu a été développé par Infogrames et édité par Atari. Il est adapté de la série d'animation Superman, l'Ange de Metropolis. Aussi, Shadow est une suite chronologique de Superman: Countdown to Apokolips sorti en 2003.

## Accueil
- Jeux vidéo Magazine : 8/20 (PS2)[1]
- Jeuxvideo.com : 10/20 (PS2/GC)[2]